# Takelot III
Takelot III o Usermaatra-Takelot, faraó de la dinastia XXIII d'Egipte, va governar c. 759-757 aC.
Era el fill gran d'Osorkon III. Els fills de Takelot III van ser summes sacerdots: Dyedptahiefanj i Osorkon, tanmateix, l'hereu al tron va ser Rudamon, el seu fill més jove. Va ser també governant independent a Leontòpolis.
Va exercir com a summe sacerdot d'Ammon a Tebes, després va servir els primers cinc anys del seu regnat com a coregenta, al costat del seu pare, segons evidencia la inscripció núm. 13 del nilómetro de Karnak, que equipara el 28è any d'Osorkon III al 5è any de Takelot III. Succeeix al seu pare com a rei a l'any següent.

## Testimonis de la seva època
Takelot III està confirmat en diversos documents: 
- Un bloc de pedra d'Heracleòpolis l'ho nomena Cap Per-Sejemjeperra i fill de rei per Tentsai
- Una estela de donació a Gurob que l'ho nomena "El Primer Profeta d'Amun-Ra, el General i el Comandant Takelot"
- Les inscripcions del nilómetre de Karnak núm. 4, que registra el seu 6è any, i núm. 13 que assenyala el 5è any de Takelot III (Payraudeau)
- Una inscripció en el sostre del temple de Jonsu registra el seu 7è any
- Una estela jeràrquica del 13è any del seu regnat, descoberta per l'expedició arqueològica de la Universitat de Colúmbia a les ruïnes d'un temple a l'oasi de Dajla, al febrer de 2005, que obliga a reconsiderar la seva cronologia.

| Predecessor: Osorkon III | Faraó Dinastia XXIII | Successor: Rudamon |